# Label EUR-ACE
Le label EUR-ACE (European Accredited Engineer) est une accréditation délivrée par l'association ENAEE (European Network for Accreditation of Engineering Education) pour attester qu'une formation d'ingénierie satisfait à certains critères de qualité dans un objectif de lisibilité de l'espace européen de l'enseignement supérieur.

## Fonctionnement
L'association ENAEE (European Network for Accreditation of Engineering Education) donne mandat aux organismes nationaux — par exemple en France la Commission des titres d'ingénieur (CTI) — pour délivrer cette certification à renouveler tous les cinq ans.
ENAEE a adapté aux études d'ingénieur le cadre général de l'espace européen de l'enseignement supérieur, notamment le cadre européen des certifications  pour les niveaux 6 et 7, et la démarche d'assurance qualité.  En 2015, ENAEE a publié la deuxième version des Références et lignes du label EUR ACE qui détermine les savoirs scientifiques, les savoir-faire et les capacités comportementales des ingénieurs diplômés européens. Les programmes qui satisfont ces critères peuvent obtenir le label EUR ACE, délivrés par une des agences habilitées. Une mise à jour a été effectuée en 2018. 
Ce label a été délivré à près de 4 000 formations d’ingénieurs tous pays confondus, dont plus de 400 en France. ENAEE habilite pour cela des agences d’accréditation et d’assurance qualité à délivrer le label EUR-ACE, qui elles-mêmes accordent ce label à des établissements. En France, la CTI le décerne aux écoles qu'elle accrédite pour délivrer le diplôme d'ingénieur, sous réserve que la durée de leur accréditation soit maximale (5 ans).
Une personne diplômée d'une formation labellisée EUR-ACE est réputée détenir un ensemble de compétences et de connaissances conformes aux standards académiques et professionnels européens. Il s'agit aussi d'un point de repère commun pour favoriser la mobilité étudiante. De plus, ce label ne se limite pas aux états membres de l'Union européenne puisqu'il est aussi reconnu dans des pays comme la Turquie, la Suisse ou la Russie.

## Organismes autorisés à délivrer le label EUR-ACE
Le 21 novembre 2017, l'ENAEE a autorisé 15 organismes à délivrer l'EUR-ACE :
1. Allemagne ASIIN–Fachakkreditierungsagentur für Studiengänge der Ingenieurwissenschaften, der Informatik, der Naturwissenschaften, und der Mathematik (Allemagne) ;
2. Espagne ANECA - National Agency for Quality Assessment and Accreditation of Spain, en lien avec IIE – Instituto de la Ingeniería de España ;
3. Finlande FINEEC - Korkeakoulujen arviointineuvosto KKA ;
4. France Commission des titres d'ingénieur ;
5. Irlande Engineers Ireland ;
6. Italie QUACING - Agenzia per mmla Certificazione di  Qualità e l’Accreditamento EUR-ACE dei Corsi di Studio in Ingegneria ;
7. Kazakhstan KazSEE - Kazakhstan Society for Engineering Education, Kazakhstan ;
8. Pologne KAUT - Accreditation Coission of Universities of Technology ;
9. Portugal Ordem dos Engenheiros ;
10. Roumanie ARACIS – The Romanian Agency for Quality Assurance in Higher Education ;
11. Royaume-Uni Engineering Council ;
12. Russie AEER – Association for Engineering Education in Russia ;
13. Slovaquie ZSVTS - Zväz slovenských vedeckotechnických spoločností, Slovak Republic ;
14. Suisse AAQ -  Agence suisse d’accréditation et d’assurance qualité ;
15. Turquie MÜDEK – Association for Evaluation and Accreditation of Engineering Programmes.